# Stazione di Shin-Shimonoseki
La stazione di Shin-Shimonoseki (新下関駅?, Shin-Shimonoseki-eki) è una stazione ferroviaria della città di Shimonoseki, nella prefettura di Yamaguchi. È gestita da JR West ed è percorsa dal treno ad alta velocità Sanyō Shinkansen e dalla linea Sanyō.

## Linee

### Treni
- JR West
  - Linea principale Sanyō
  - Sanyō Shinkansen